# Route nationale 509
Pour les articles homonymes, voir Route 509.
La route nationale 509 ou RN 509 était une route nationale française reliant Annecy à Saint-Gervais-les-Bains.
À la suite de la réforme de 1972, elle a été déclassée en RD 909.

## Ancien tracé d'Annecy à Saint-Gervais-les-Bains (D 909)
- Annecy (km 0)
- Veyrier-du-Lac (km 6)
- col de Bluffy (km 10)
- Alex (km 13)
- Thônes (km 20)
- Les Villards-sur-Thônes (km 24)
- Saint-Jean-de-Sixt (km 29)
- La Clusaz (km 32)
- col des Aravis (km 39)
- La Giettaz (km 45)
- Flumet (km 51)

La RN 509 faisait tronc commun avec la RN 212 pour rejoindre la Demi-Lune en passant par Megève.
- La Demi-Lune, commune de Demi-Quartier (km 64)

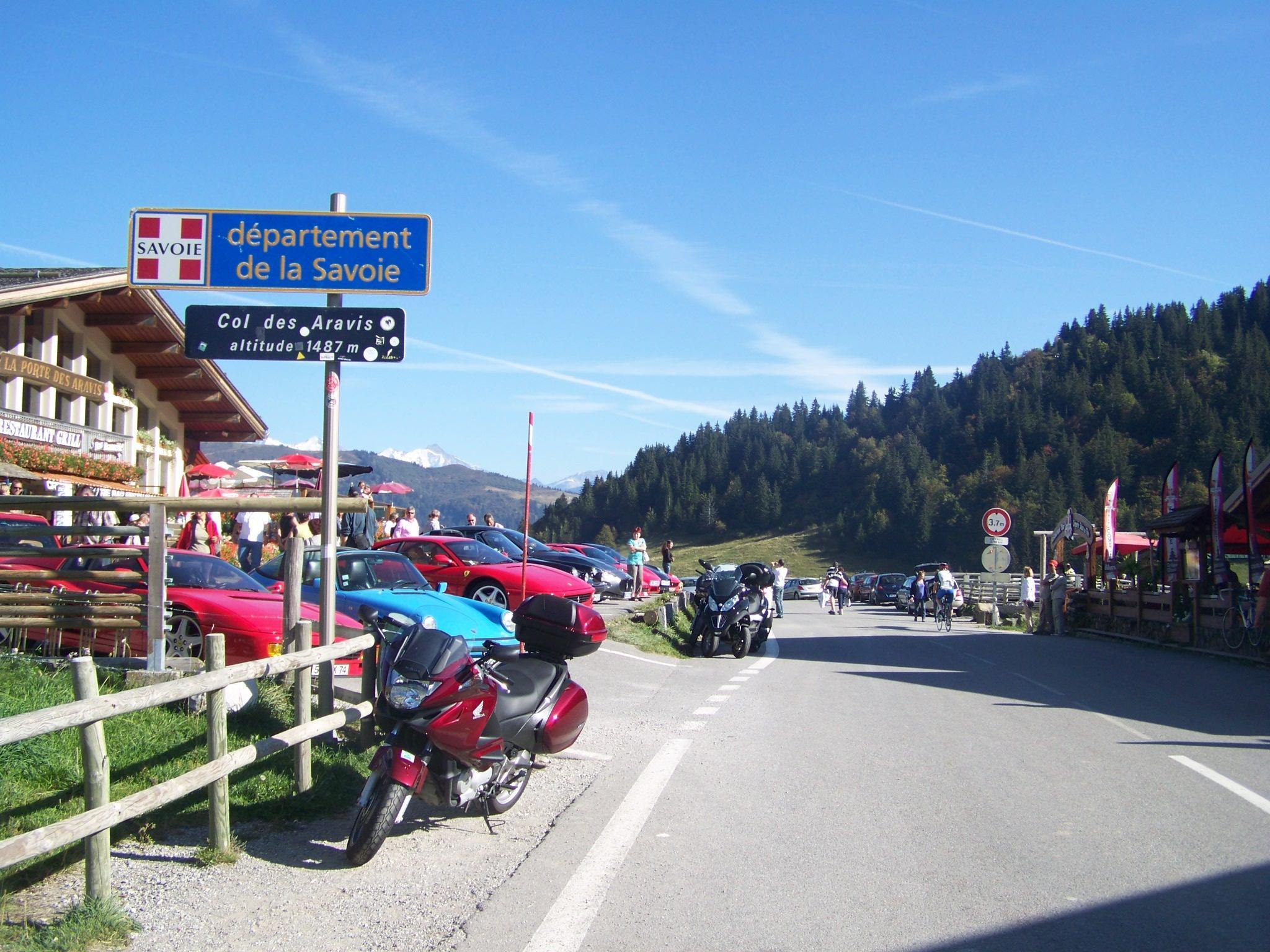
La RD 909 au col des Aravis (1487 m).

- Saint-Gervais-les-Bains (km 72)